# جواز سفر أمريكا الوسطى
جواز سفر أمريكا الوسطى هو جواز سفر مشترك يصدر من قبل دول أمريكا الوسطى الأربعة وهي السلفادور وغواتيمالا وهندوراس ونيكاراغوا.

## صور جوازات سفر أمريكا الوسطى

غواتيمالا
هندوراس
نيكاراغوا